# Sant'Andrea del Garigliano
Sant'Andrea del Garigliano är en ort och kommun i provinsen Frosinone i regionen Lazio i Italien. Kommunen hade 1 432 invånare (2018).